# 2007년 그리스 산불

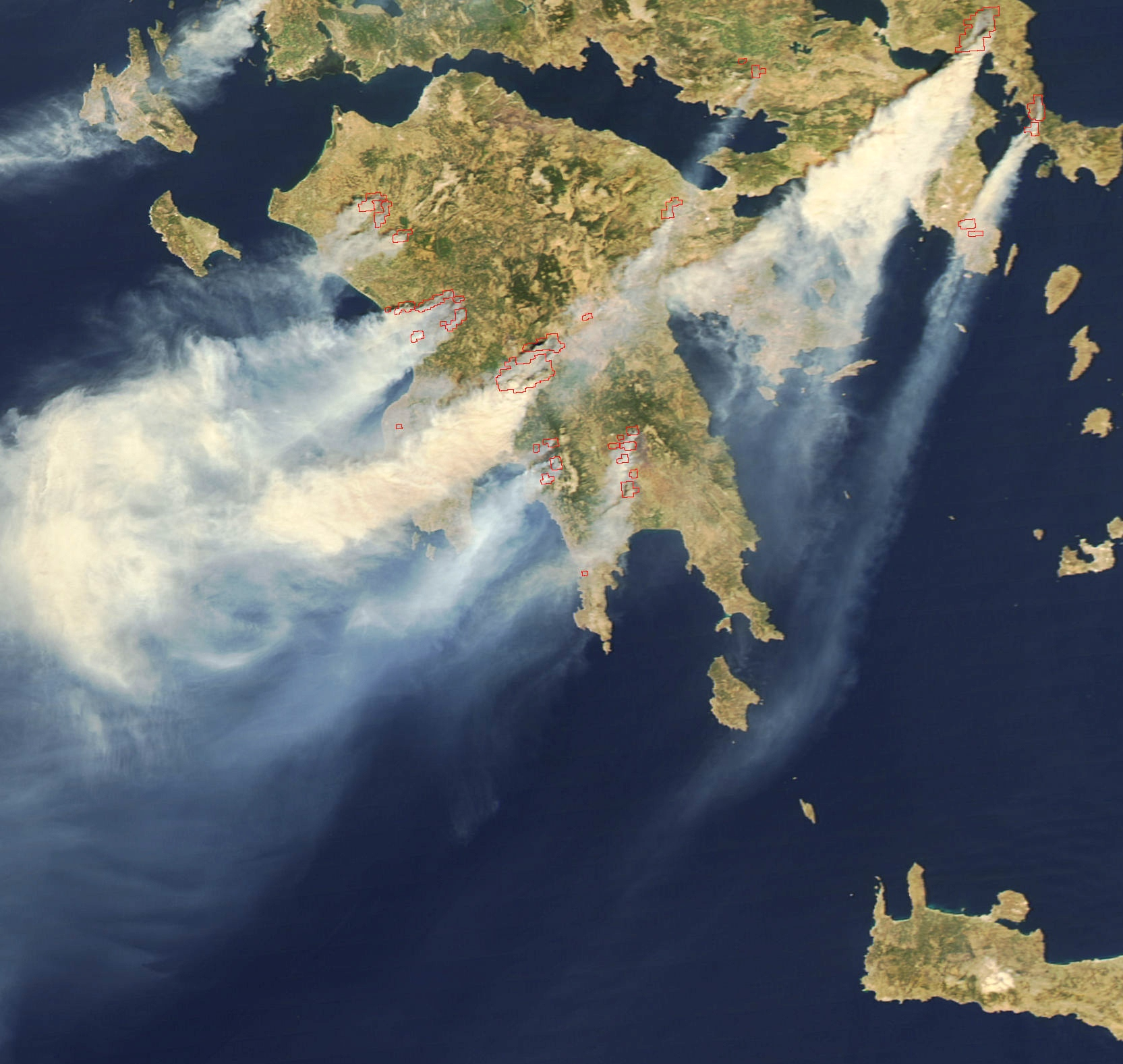
NASA의 MODIS 인공위성 영상에서 보이는 그리스 산불

2007년 그리스 산불은 2007년 6월부터 그리스에서 발생한 대규모의 다발적 산불이다. 방화에 의한 것으로 추정되는 2007년 산불은 6월 이후 그리스 전역에서 약 3,000여 건이 발생하였으며, 2007년 8월에만 67명이 사망하였다.
이 화재로 그리스 면적의 2% 이상이 불에 탔다.

## 전개

### 2007년 6월

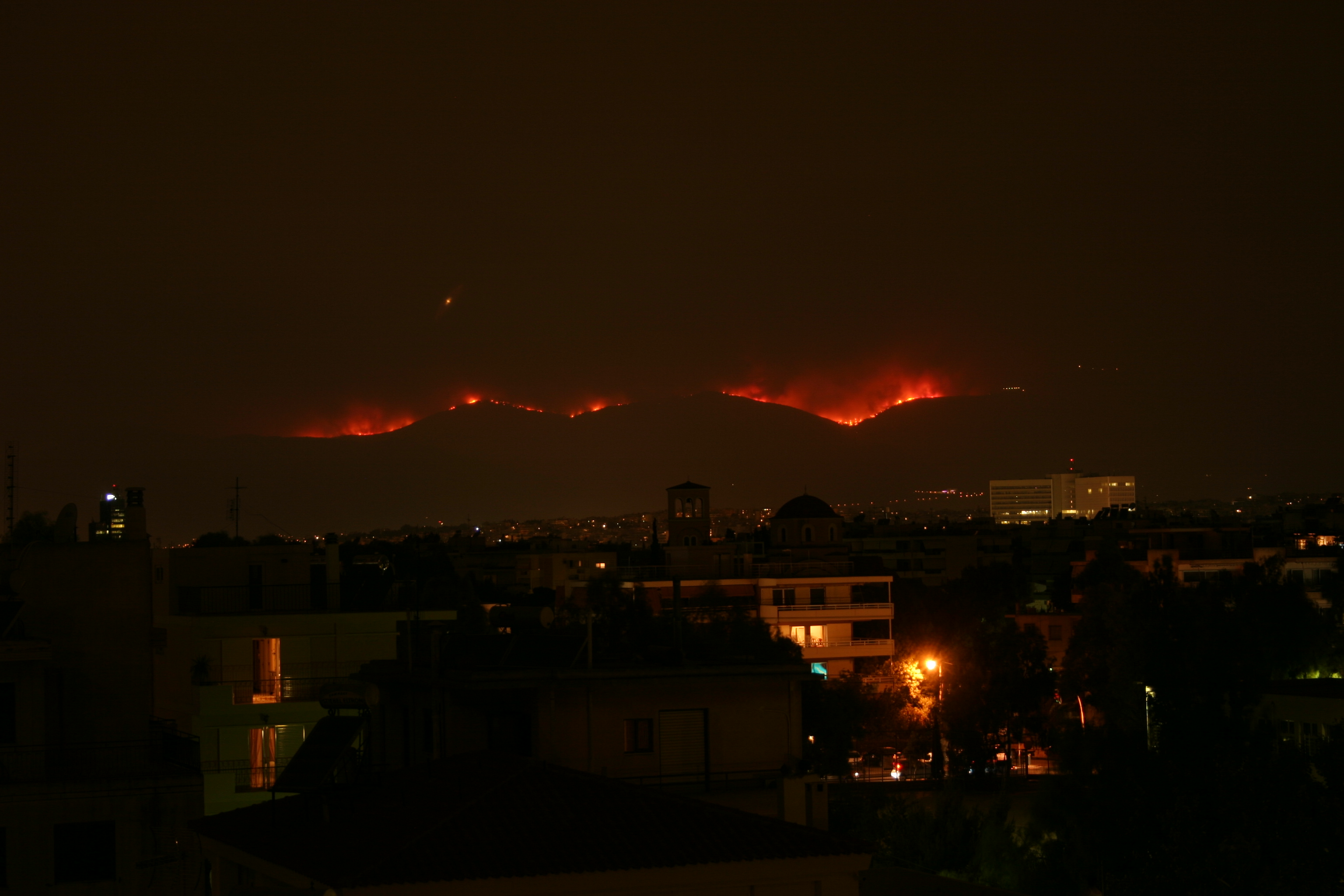
아테네 북쪽에서 바라본 파르니타 산맥 국립공원의 산불 현장

2007년 6월 28일에 시작한 산불로 인하여 파르니타산맥 국립공원의 상당 부분이 폐허로 변했다. 약 2만5천에서 3만5천 헥타르의 삼림이 며칠 사이에 불에 완전히 타버렸으며, 펠리온, 아야, 다프니 지역까지 불길이 번졌다. 이는 1995년 중반 펜텔리 산불 이후 이 지역에서 발생한 최악의 산불 피해이다. 그리스의 환경학자들에 따르면 아테네 지역 소기후가 산불로 인해 바뀌게 되어 여름에는 더 더워질 것이며, 시 북쪽 교외지역에서는 홍수 피해가 발생할 가능성이 매우 크다고 예측되었다.
올림픽 유적지도 현재 위태한 상황이다.

### 2007년 7월

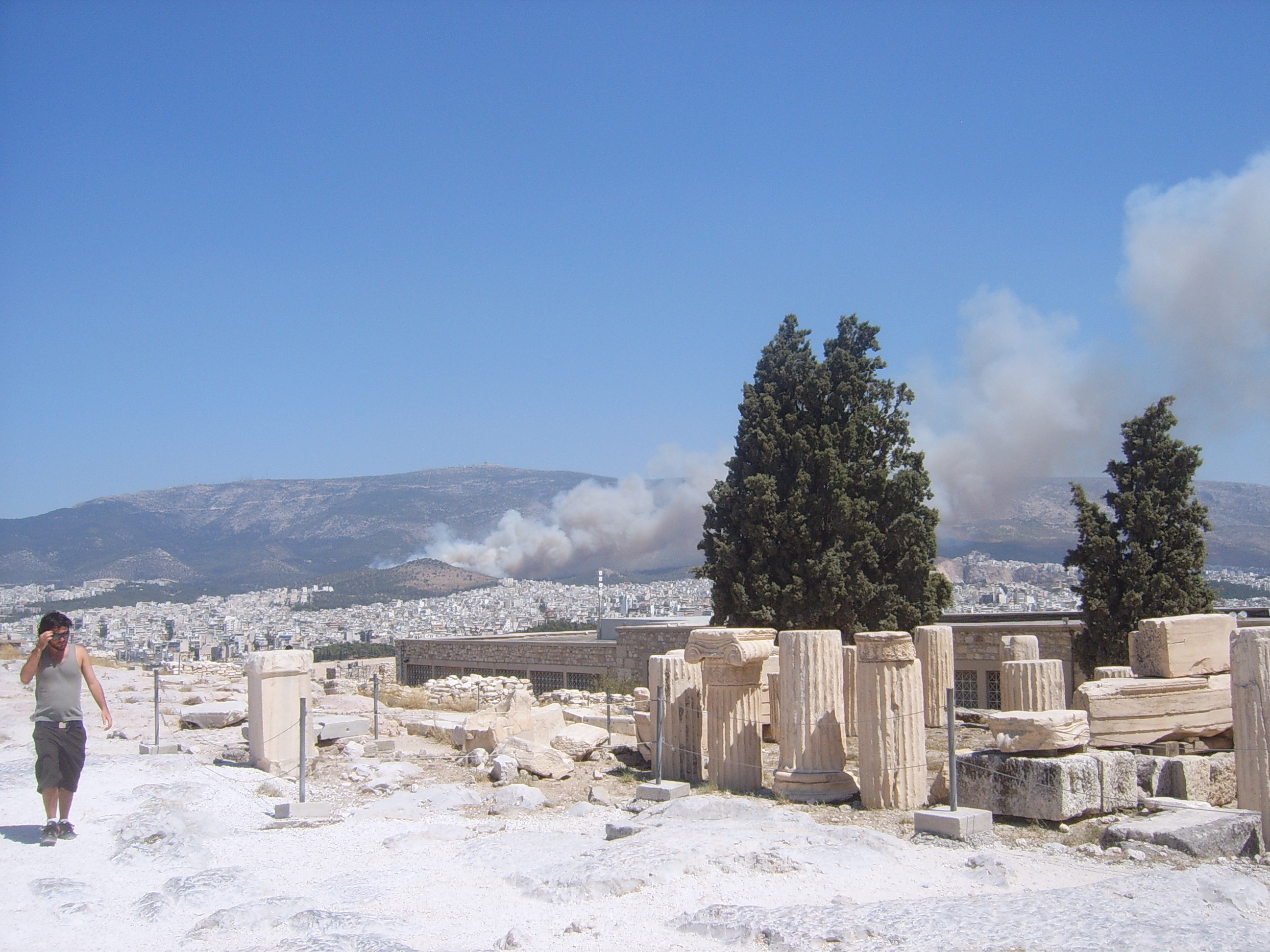
2007년 7월 16일에 촬영된 아테네의 산불 현장

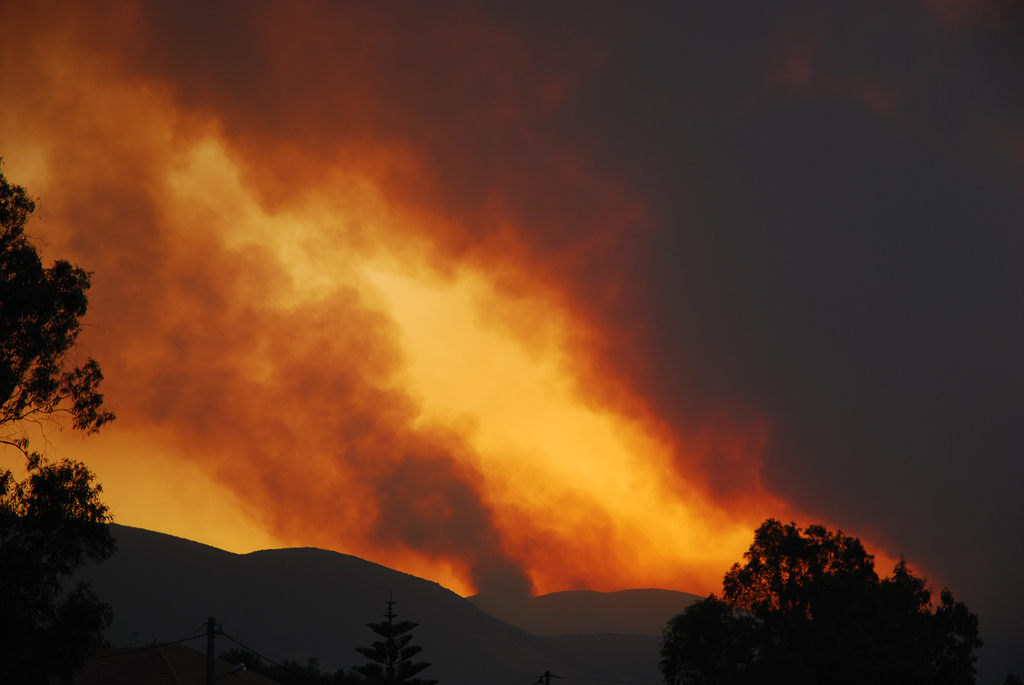
2007년 7월 25일에 촬영된 자킨토스섬의 산불 현장

2007년 7월 15일 케라테아, 아테네 외곽지역, 펠로폰네소스반도, 에게해 제도의 안드로스섬, 에비아섬, 레스보스섬, 사모스섬, 크레타섬 등지에서 100곳이 넘는 불길이 신고 되었다.
또한, 2007년 7월 20일 펠로폰네소스반도에서는 에요의 산에서 시작된 커다란 불길이 아크라타까지 번지면서, 많은 숲과 농작지를 불태웠으며, 마을까지 번져나가 3명의 사상자가 발생했다.

### 2007년 8월

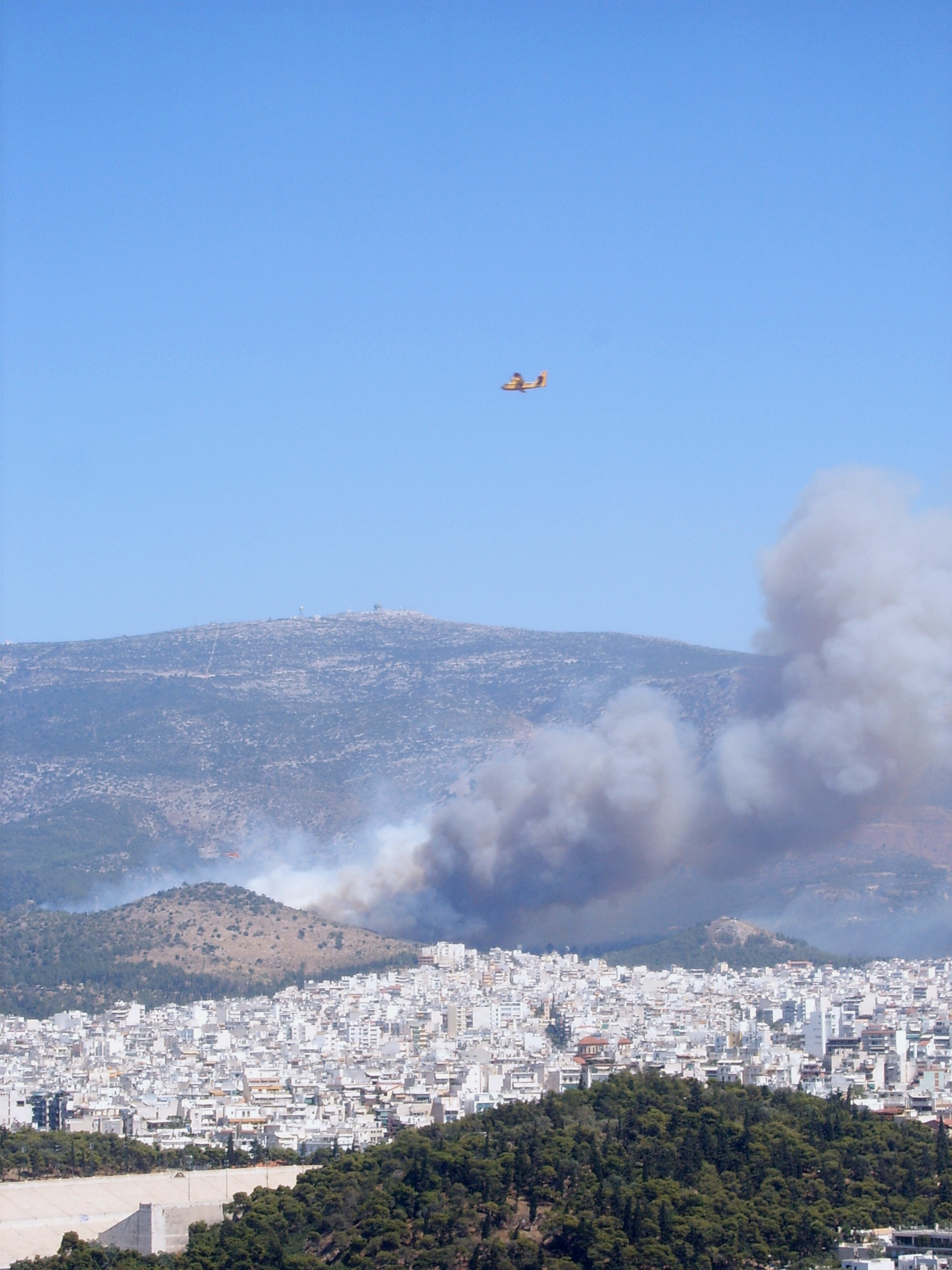
아테네 아크로폴리스에서 본 연기

2007년 8월 24일, 불은 펠로폰네소스와 아티키, 에비아로 퍼졌다. 펠로폰니소스에서는 불이 많은 마을들을 불태웠으며, 60명의 사상자가 발생했다.
8월 24일, 그리스의 코스타스 카라만리스 총리는 국가 비상 사태를 선포하였으며 유럽 연합의 다른 나라들에게 지원을 요청하였다. 프랑스에서는 이에 대해 소방 헬리콥터를 지원하였다고 AFP가 보도하였다. 또, 독일과 스페인, 네덜란드 역시 소방용 항공기를 지원하겠다고 약속하였다. 그리스 군 장병 500여명이 화재 현장에 투입되었고 이후에 또다시 500여명이 투입되어 약 1,000명의 군장병이 산불 진화 작전에 투입되었다. 이탈리아는 소방용 항공기 2대를 지원하였고, 키프로스와 프랑스는 60명의 소방수를, 세르비아는 4대 에스파냐는 2대의 소방용 항공기, 그리고 이스라엘, 노르웨이, 루마니아, 슬로베니아와 스위스는 1대의 소방용 헬리콥터를 지원하였다.

## 방화 용의자
3명의 방화용의자가 체포되어 조사를 받고 있다고 그리스 정부는 밝히고 있으며, 누군가가 고의적으로 방화를 했을 것이라는 추정을 하고 있다. 그리스 정부는 이들을 붙잡는 데 100만 유로의 현상금을 내걸었다.

## 영향
- 그리스 총선 선거 운동이 중단되었다. 총선 자체가 연기되어야한다는 주장도 제기되었으나[7] 현재 그리스 헌법에서는 총선의 연기가 불가능하다.[10]
- 그리스 야당은 정쟁 중지를 선언했다.
- 2007년 8월 25일, 수페르 리가 엘라다와 그리스 축구 연맹은 25일과 26일로 예정되었던 축구 개막전 경기를 연기하기로 결정하였다.[11]

## 같이 보기
- 2009년 그리스 산불